# Paramnésia reduplicativa
A Paramnésia reduplicativa é um distúrbio em que o paciente detém a crença delirante de que um lugar ou cenário foi duplicado, existindo em dois ou mais espaços simultaneamente, ou que foi "realocado " em outro lugar. Faz parte das síndromes de falsa identificação delirante e, apesar de ser rara, costuma estar associada a casos de danos cerebrais adquiridos, especificamente em casos de lesões simultâneas no hemisfério cerebral direito e de ambos os lobos frontais.

## Histórico
O termo "paramnésia reduplicativa" foi usado pela primeira vez em 1903 pelo neurologista Arnold Pick para descrever a condição de um paciente suspeito de ter a doença de Alzheimer, quando este insistiu que havia sido transferido da clínica de Pick na cidade para outra que, segundo o paciente, era idêntico ao anterior, mas estava localizado na periferia. Em concordância, para explicar a situação, ele argumentou que Pick e sua equipe médica trabalhavam nas duas clínicas.
No entanto, em retrospectiva, descobriu-se que o fenômeno já havia sido descrito no ano de 1788 pelo naturalista suíço Charles Bonnet, que descreveu o que hoje seria conhecido como síndrome de Cotard. Henry Head, Paterson e Zangwill descreveram, posteriormente, o caso de soldados com a crença delirante de que seu hospital estava localizado em sua cidade natal. Nestes casos, a lesão traumática cranioencefálico parecia ser a causa mais provável.
Não foi até 1976 que uma séria considerações foi dada ao transtorno, quando Benson et al. apresentou três novos casos. Benson não descreveu simplesmente os sintomas de seus pacientes, mas tentou explicar o fenômeno em termos de déficits neuro-cognitivos, também presentes nesses casos. Essa foi uma das primeiras tentativas de dar uma explicação neuropsicológica para esse transtorno.

## Fenomenologia clínica
A paramnésia reduplicativa foi mencionada no contexto de numerosos distúrbios neurológicos, incluindo acidentes cerebrovasculares, hemorragias intracerebrais, tumores, demências, encefalopatias e vários distúrbios psiquiátricos.
O extrato a seguir, retirado do estudo de Benson et al., ilustra algumas das principais características desse delírio. O paciente sofreu danos cerebrais após uma queda em sua casa. O impacto causou uma fratura craniana e lesão bilateral do lobo frontal (embora com maior gravidade no lobo direito) devido à formação de hematomas intracerebrais.
Poucos dias depois de sua admissão no Centro Neurocomportamental, a orientação temporária estava intacta; ele poderia dar detalhes do acidente (como outros lhe haviam dito), lembrar os nomes de seus médicos e aprender novas informações e mantê-las indefinidamente. No entanto, exibiu uma peculiar anormalidade na orientação espacial. Enquanto ele rapidamente aprendeu e memorizou que estava no Hospital de Veteranos Jamaica Plain (também conhecido como Boston Veterans Hospital), ele insistiu que o hospital estava localizado em Taunton, Massachusetts; isto é, sua cidade natal. Quando questionado com mais detalhes, ele admitiu que o Jamaica Plain localizava em Boston, e que era estranho que houvesse dois hospitais de veteranos com o mesmo nome. Apesar de tudo, insistiu que ele foi hospitalizado em uma filial do hospital em Taunton. Em um ponto, ele disse que o hospital estava localizado no quarto de hóspedes de sua casa.
A realocação ilusória de um cenário em um lugar familiar, como a casa ou um local que o paciente conhece bem, é um sintoma recorrente nesses casos, embora algumas vezes o paciente acredite que ele está em lugares mais exóticos ou fantásticos (por exemplo, em um caso específico, Tombuctu).

## Mecanismo
As primeiras explicações psicodinâmicas sugeriram que a paramnésia reduplicativa não estava diretamente relacionada à lesão cerebral, mas surge de uma negação motivada da doença; particularmente, como Weinstein e Kahn afirmaram, naqueles que consideram a doença como uma "imperfeição, fraqueza ou desgraça". Outros pesquisadores iniciais aceitaram que a lesão cerebral era um fator importante, mas sugeriram que a desorientação era uma "reação histérica" motivada pelo desejo de voltar para casa.
A maioria das teorias modernas, no entanto, sugere que a desordem é causada pela ruptura dos sistemas cerebrais envolvidos na memória e na familiaridade. Esse foi o tema da explicação original de Pick, na qual ele sugeriu que o mecanismo crucial era um "ataque convulsivo" que perturbava a memória consciente.
Posteriormente, Benson e colegas argumentaram que os danos no hemisfério direito do cérebro tornavam os pacientes incapazes de manter a orientação devido à percepção visual visuoespacial e à memória visual, enquanto o dano no lobo frontal dificultou a inibição das falsas impressões causadas pela desorientação.
Pesquisas mais recentes apoiaram amplamente essa visão, e ligações foram feitas para a literatura sobre confabulação, onde os pacientes parecem lembrar falsas memórias sem qualquer percepção de que eles são falsos, muitas vezes também no contexto de danos no lobo frontal. O dano no hemisfério direito também está ligado à anosognosia, em que os pacientes parecem não estar cientes das incapacidades frequentemente marcantes presentes após a lesão cerebral, sugerindo também uma ligação com a falta de percepção observada nesse distúrbio.
Um estudo de caso sugeriu uma explicação mais refinada, sugerindo que o dano ao fluxo ventral do sistema visual, que conecta o córtex visual a áreas nos lobos temporais, poderia produzir a desorientação visuoespacial necessária e a falta de integração da memória. Sabe-se que as áreas temporais (incluindo o hipocampo) interagem fortemente com os lobos frontais durante a formação e recuperação da memória, sugerindo uma explicação de por que o dano frontal também poderia levar à condição.